# Felix Wilhelm Behrend
Felix Wilhelm Behrend (* 22. August 1880 in Königsberg; † 16. November 1957 in Melbourne) war ein deutscher Schulleiter und Vorsitzender des Deutschen Philologenverbands.

## Leben
Der Sohn des protestantischen Kaufmanns Michael Behrend legte das Abitur am Domgymnasium Kolberg ab. Er studierte ab 1898 an der TH Charlottenburg zunächst Bauingenieurwesen, dann seit 1902 in Halle a.d.S. Mathematik und Physik bis zur Promotion 1904 bei Paul Natorp. Dann absolvierte er das Referendariat in Landsberg (Warthe) und am Luisengymnasium Berlin. 
Im Ersten Weltkrieg diente er zuletzt als Leutnant der Reserve und erhielt das Eiserne Kreuz. Nach dem Unterricht an verschiedenen Berliner Real-Gymnasien und einer Tätigkeit im preußischen Kultusministerium 1921 bis 1923 übernahm er 1925 als Schulleiter das reformpädagogische Kaiser-Wilhelms-Realgymnasium Berlin. Zunächst war es noch auf dem Gelände des von Fritz Karsen geleiteten Kaiser-Friedrich-Realgymnasiums untergebracht, bevor 1929 ein Neubau in der Zwillingestr. 21 fertiggestellt wurde. Er galt als der modernste Schulneubau in Deutschland. Zwischen Karsen und Behrend entwickelte sich in den benachbarten Schulen eine gegensätzliche Ausrichtung.
Er führte vor dem Ersten Weltkrieg die Freistudentische Bewegung und war seit 1919 2. Vorsitzender, seit 1929 1. Vorsitzender des Deutschen Philologenverbandes. Als dessen Vertreter nahm er an der Reichsschulkonferenz 1920 teil. Er gehörte dem Schulpolitischen Ausschuss der DDP und vielen anderen bildungspolitischen Gremien an. Als Schulleiter wurde er 1933 abgesetzt, als Lehrer an das Gymnasium in Berlin-Wilmersdorf und Ende Dezember 1935 in den Ruhestand versetzt. Am 25. März 1933 musste er im Verband zurücktreten, weil er jüdischer Abstammung war, und 1938 emigrieren, zunächst in die Niederlande, dann nach Großbritannien. Seit 1949 lebte er in Australien. Der Deutsche Philologenverband ernannte ihn 1952 zum Ehrenmitglied.
Behrend förderte das Zentralinstitut für Erziehung und Unterricht in Berlin nach 1918. In zahlreichen Schriften vertrat Behrend seine Anliegen, die im Philologenverband etliche Reformvorschläge entstehen ließen. Er war an mehreren Mathematik-Schulbüchern beteiligt.
Sein Sohn ist der Mathematiker Felix Behrend, seine Tochter die Ökonomin Hilde Behrend.

## Schriften
- Die Stellung der höheren Schule im System der Einheitsschule (1919)
- Die Entwicklung des höheren Schulwesens in Deutschland (1923)
- Gegenstand und Umfang der Pädagogik (1925)
- Mitautor: Arbeitsunterricht in der Mathematik, Physik, Chemie, Biologie und Erdkunde, Leipzig 1927
- mit Arthur Morgenstern: Lehrbuch der Mathematik, Mittelstufe, 2 Bde., Hirt, Breslau 1932/33
- Grundlagen der Erziehungs- und Bildungstheorie (1949)

## Einzelbelege
1. ↑  Gerd Radde: Schulreform — Kontinuitäten und Brüche Das Versuchsfeld Berlin-Neukölln: Band I 1912 bis 1945. Springer-Verlag, 2013, ISBN 978-3-322-96020-7 (google.de [abgerufen am 3. Dezember 2020]).
2. ↑  Mathias Homann: Von der Heckerschen Realschule zur Kepler-Oberschule: Berliner und Neuköllner Schulgeschichte von 1747-1992. P. Lang, 2001, ISBN 978-3-631-35027-0 (google.de [abgerufen am 3. Dezember 2020]).

| Personendaten    | Personendaten                                                           |
| ---------------- | ----------------------------------------------------------------------- |
| NAME             | Behrend, Felix Wilhelm                                                  |
| KURZBESCHREIBUNG | deutscher Schulleiter und Vorsitzender des Deutschen Philologenverbands |
| GEBURTSDATUM     | 22. August 1880                                                         |
| GEBURTSORT       | Königsberg                                                              |
| STERBEDATUM      | 16. November 1957                                                       |
| STERBEORT        | Melbourne                                                               |